# Adieu Chunky Rice
Adieu Chunky Rice (anglais : Good-bye, Chunky Rice) est une bande dessinée de l'Américain Craig Thompson publiée en 1999 par Top Shelf Productions. 
Elle a valu à son auteur le Prix Harvey du meilleur nouveau talent en 2000.

## Publications

### En français
- Delcourt (Collection Contrebande) (2002)   (ISBN 978-2-840-55859-0)
- Casterman (Collection Écritures) (2006)    (ISBN 978-2-203-39629-6)

### Documentation
- Fabien Tillon, « Uncle Rice », BoDoï, no 54,‎ juillet 2002, p. 15.